# Sabahtritia lienhardi
Sabahtritia lienhardi är en kvalsterart som beskrevs av Sandór Mahunka 1995. Sabahtritia lienhardi ingår i släktet Sabahtritia och familjen Synichotritiidae. Inga underarter finns listade i Catalogue of Life.